# Franz Knoop
Georg Franz Knoop (* 20. September 1875 in Shanghai; † 2. August 1946 in Tübingen) war ein deutscher Chemiker.

## Leben
Nach seiner Schulzeit am Johanneum in Hamburg studierte er Medizin in Freiburg, Kiel und Berlin. 1900 wurde er in Freiburg bei Eugen Baumann zum Doktor der Medizin promoviert.
1909 wurde Knoop außerordentlicher Professor an der Albert-Ludwigs-Universität Freiburg. 1919 wurde er als Nachfolger von Heinrich Kiliani ordentlicher Professor auf dem  Lehrstuhl der Chemie an der Medizinischen Fakultät in Freiburg. Seit 1925 war er Mitglied der Leopoldina sowie der Heidelberger Akademie der Wissenschaften. 1928 wechselte er an die Universität Tübingen. Er war Fachberater bei der Deutschen Forschungsgemeinschaft und in der Zeit des Nationalsozialismus seit 1935 Obmann der Leopoldina. Am 12. Juni 1940 beantragte er die Aufnahme in die NSDAP und wurde zum 1. Juli desselben Jahres aufgenommen (Mitgliedsnummer 8.163.999).
Zusammen mit Dankwart Ackermann gründete er 1942 die „Deutsche Physiologisch-chemische Gesellschaft“ (heute Gesellschaft für Biochemie und Molekularbiologie).

## Werk
Knoop entdeckte 1905 die β-Oxidation der Fettsäuren. Neben Hans Adolf Krebs und Carl Martius klärte er 1937 die Reaktionsfolge des Citronensäure-Zyklus auf. Er ermittelte die Struktur des Histidins und wies nach, dass Aminosäuren nicht nur im pflanzlichen Organismus, sondern auch im Tierkörper synthetisiert werden können.